# Fieseler Fi 256
Fieseler Fi 256 – samolot łącznikowo-obserwacyjny stworzony przez Gerhard-Fieseler-Werke. 

## Historia
Fi 256 jest następcą modelu Fi 156. Mimo iż samolot był wzorowany na poprzedniku, jest to zupełnie nowy samolot. Jedną z głównych zmian względem poprzednika było uproszczenie i powiększenie konstrukcji, tak aby mógł on pomieścić pięć osób (pilot i czterej pasażerowie). 
Pierwszy lot odbył się 9 lipca 1941 r., ale zakończył się wypadkiem, co zmusiło konstruktorów do wprowadzenia wielu zmian do projektu samolotu. Drugi prototyp V2 odbył swój pierwszy lot jesienią 1941 r., a V3 do V6 - wiosną 1942 r. Produkcję planowano na 1943 r., jednak została ona anulowana ponieważ inne samoloty miały wyższy priorytet. 
Oprócz co najmniej sześciu testowych modeli, pięć maszyn zostało prawdopodobnie wyprodukowanych między grudniem 1942 r. a końcem 1943 r. w Erfurcie przez firmę Otto Schwade.